# 1972年札幌オリンピックのフィンランド選手団
1972年札幌オリンピックのフィンランド選手団（1972ねんさっぽろオリンピックのフィンランドせんしゅだん）は、1972年2月3日から2月13日まで日本の北海道札幌市で開催された1972年札幌オリンピックのフィンランド選手団、およびその競技結果。

## 概要
今大会は金メダルはなく、銀メダル4個、銅メダル1個の計5個のメダルを獲得した。フィンランド選手団が金メダルを獲得できなかったのは初めて。

## メダル
| メダル | 選手名                                                                | 競技                   | 種目              |
| ------ | --------------------------------------------------------------------- | ---------------------- | ----------------- |
| 銀     | マルヤッタ・カヨスマ                                                  | クロスカントリースキー | 女子5km           |
| 銀     | ヘレナ・タカロ ヒルッカ・クントラ マルヤッタ・カヨスマ                | クロスカントリースキー | 女子3×5kmリレー   |
| 銀     | ラウノ・ミエッティネン                                                | ノルディック複合       | 男子個人          |
| 銀     | エスコ・サイラ ユハニ・スータリネン ヘイキ・イコラ マウリ・レッパネン | バイアスロン           | 男子4×7.5kmリレー |
| 銅     | マルヤッタ・カヨスマ                                                  | クロスカントリースキー | 女子10km          |